# نادي الخليج (السعودية)

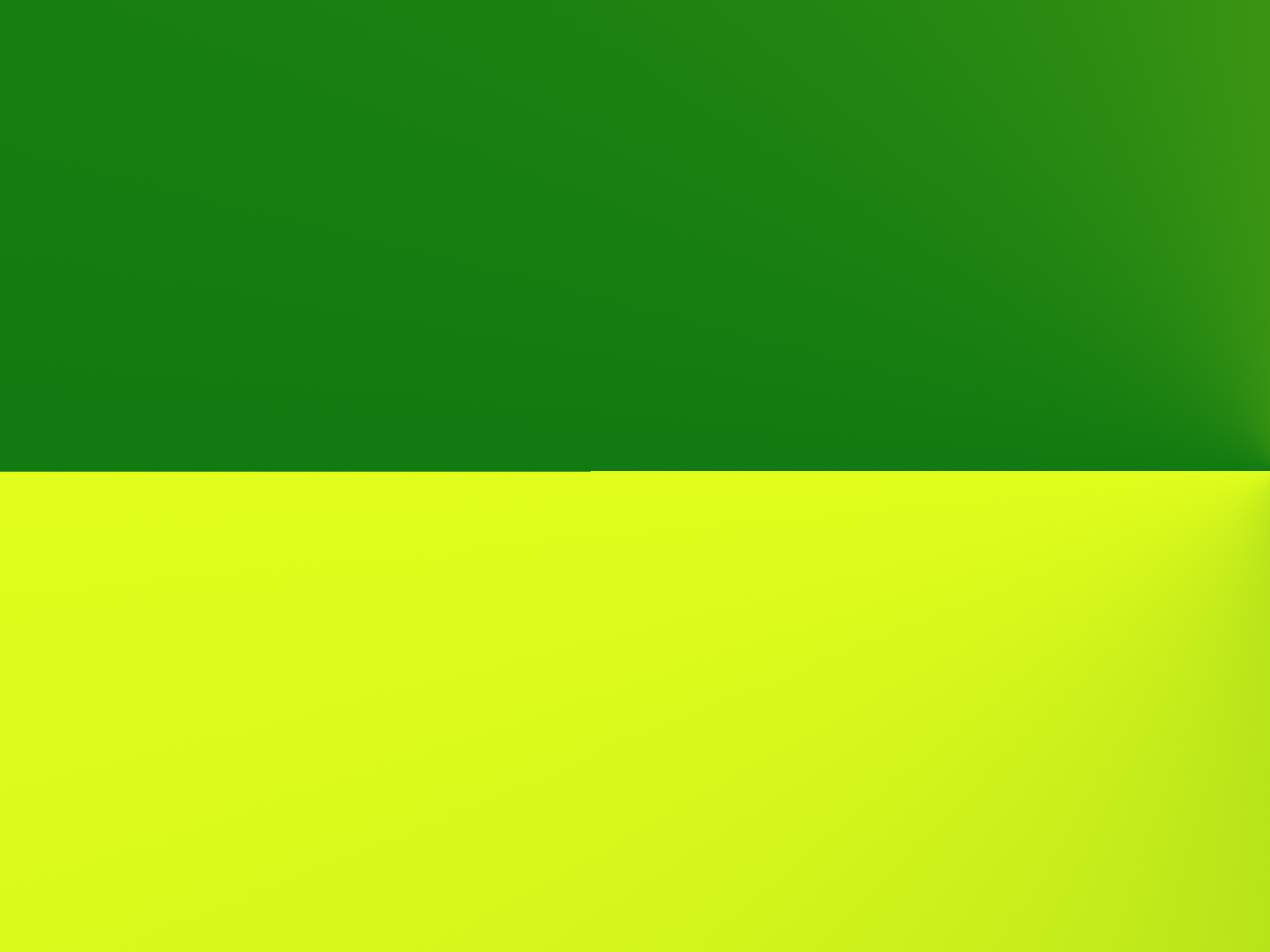
علم النادي

نادي الخليج السعودي لكرة القدم هو نادٍ كرة قدم سعودي محترف، مقرهُ مدينة سيهات، في المنطقة الشرقية شرق السعودية ، وهو أول نادي تأسس على شاطىء الخليج العربي تأسس عام 1945 وخامس نادي في السعودية . وهو نادي رياضي، وغير معرف به اجتماعي، تعليمي. بالإضافة إلى ذلك، تلعب الفرق المختلفة في هذا النادي، المصنفة في مستويات مختلفة حسب العمر، رياضات مختلفة. ومن الرياضات التي تمارسها فرق نادي الخليج كرة القدم، وكرة اليد، والكرة الطائرة، وكرة السلة، والتنس، وتنس الطاولة، والجمباز، وألعاب القوى، والألعاب المائية وغيرها.
يشتهر النادي بفريق كرة اليد الذي لعب في بطولات عالمية مختلفة ومن أبرز أبناءه اللاعب حسين السبع البطل العالمي.. كما حقق فريق ألعاب القوى ميداليات ذهبية على مستوى العالم.

## التأسيس
تأسس النادي في عام 1365هـ الموافق 1945م بمسمى «نادي النسر» بشعاره الأصفر والأسود وتم اعتماده ضمن أندية المنطقة الشرقية رسمياً عام 1388هـ.. ومن ثم تم تغيير مسماه إلى «نادي الخليج» بشعاره الأصفر والأخضر بأمر من الملك فيصل بن عبد العزيز.
وطوال السنين التي تلت تأسيسه حقق النادي انجازات مشرفة عديدة استحق بعدها المكرمة الملكية من خادم الحرمين الشريفين الملك فهد بن عبد العزيز في عام 1415هـ بافتتاح المقر الجديد للنادي.

## تشكيلة الفريق الحالية
مصدر
ملاحظة: تشير الأعلام إلى المنتخب بحسب قواعد الأهلية المعتمدة من قبل الفيفا؛ تنطبق بعض الاستثناءات المحدودة. وقد يحمل اللاعبون أكثر من جنسية لا تعترف بها الفيفا.
| الرقم | البلد    | المركز | اللاعب                         |
| ----- | -------- | ------ | ------------------------------ |
| 2     | السعودية | مدافع  | عمر العودة                     |
| 3     | السعودية | مدافع  | محمد الخبراني                  |
| 5     | البرتغال | مدافع  | بيدرو ريبوتشو                  |
| 7     | توغو     | وسط    | خالد ناري                      |
| 8     | السعودية | وسط    | خالد السميري                   |
| 9     | مصر      | مهاجم  | محمد شريف                      |
| 10    | البرتغال | وسط    | فابيو مارتينز                  |
| 11    | السعودية | مهاجم  | عبد الله آل سالم               |
| 14    | السعودية | مدافع  | علي الشعفي                     |
| 15    | السعودية | وسط    | منصور حمزي                     |
| 17    | اليونان  | وسط    | كوستاس فورتونيس                |
| 18    | السعودية | وسط    | مراد هوساوي (معار من نادي أحد) |
| 19    | السعودية | وسط    | محمد العبد الله                |
| 20    | السعودية | مدافع  | عبد الله الفهد                 |

| الرقم | البلد                       | المركز | اللاعب                                |
| ----- | --------------------------- | ------ | ------------------------------------- |
| 21    | اليونان                     | مدافع  | ديميتريس كوربيليس                     |
| 22    | السعودية                    | حارس   | رائد أزيبي                            |
| 23    | البوسنة والهرسك             | حارس   | إبراهيم سيهيتش                        |
| 25    | السعودية                    | مدافع  | عارف آل حيدر                          |
| 28    | السعودية                    | وسط    | حسين السلطان U19                      |
| 32    | جمهورية الكونغو الديمقراطية | مدافع  | مارسيل تيسيران (معار من نادي الاتفاق) |
| 33    | السعودية                    | مدافع  | بندر ناصر                             |
| 39    | السعودية                    | مدافع  | سعيد آل حمسل                          |
| 47    | السعودية                    | وسط    | صالح أبو الشامات                      |
| 66    | السعودية                    | وسط    | ذياب عيسى U19                         |
| 70    | السعودية                    | وسط    | عبد المجيد الخثعمي U19                |
| 77    | السعودية                    | مهاجم  | هشام آل دبيس                          |
| 96    | السعودية                    | حارس   | مروان الحيدري                         |

### المعارون
ملاحظة: تشير الأعلام إلى المنتخب بحسب قواعد الأهلية المعتمدة من قبل الفيفا؛ تنطبق بعض الاستثناءات المحدودة. وقد يحمل اللاعبون أكثر من جنسية لا تعترف بها الفيفا.
| الرقم | البلد    | المركز | اللاعب                              |
| ----- | -------- | ------ | ----------------------------------- |
| 16    | السعودية | مدافع  | محمد الخيبري (معار إلى نادي النجمة) |

## مـقـرات النـادي
1. المقر الأول: منزل الحاج عبد الله بن سلمان المطرود الواقع في مدينة العمال بالقرب من مسجد ابرهيم الخليل.
2. المقر الثـاني: منزل الحاج حسن جظر الواقع في مدينة العمال.
3. المقر الثالث: موقع معار من جمعية سيهات ليكون مقر للنادي، وهو المبنى الواقع على شارع المنتزه حالياً والذي تم تحويله إلى مركز لتنمية المجتمع بعد أن انتقل النادي إلى المقر الجديد.
4. المقر الرابع: هو المقر الحالي والذي اتى بمكرمة ملكية من خادم الحرمين الشريفين الملك فهد بن عبد العزيز، والواقع على مدخل سيهات من الجهة الغربية.

## الصعود لدوري المحترفين السعودي
بدأ الخليج إعداده لموسم 2013-2014 منذ وقت مبكر، بعد فشله في الصعود الموسم الماضي 2012-2013 بعد ان كان قاب قوسين أو أدنى من الصعود للدوري الممتاز حيث ضاعت أحلام الصعود في خطأ تحكيمي كان إلغاء هدف صحيح في مباراة ضد نادي الأنصار، وخروجه في الدورة الثلاثية التي جمعته مع ناديي الرياض والنهضة، ووقع الاختيار بعد ذلك على الوطني سمير هلال مدربا للفريق، وجدد ثقته في اللاعب الدولي السابق حسين الصادق ليقود إدارة الفريق للموسم الثاني على التوالي، وتعاقد مع اللاعب الدولي السابق ونادي الاتفاق صالح بشير، كما ضم عددا من اللاعبين المميزين في أنديتهم مثل لاعب نجران مرجع اليامي ولاعب الاتفاق السابق هزاع الهزاع ومرتضى بريه، وجدد إعارته للاعب الفتح حسن الحجي.
ويعتبر مشوار الفريق في الصعود متأرجحا بين الصعود والهبوط، حيث فاز في 16 مباراة، وتعادل في سبع وخسر مثلها، وحقق مهاجموه أعلى معدل أهداف بـ57 هدفا، ويعتبر قائد الفريق حسين التركي هداف الفريق برصيد 18 هدفا، وهو هداف دوري الدرجة الأولى عامي 2010 و2011، وقد بدأ الفريق مشواره بالفوز على فريق الدرعية بثلاثية نظيفة في الجولة الأولى، ولكنه سقط أمام الحزم، وتعادل أمام هجر قبل أن يستفيق ويحقق عدة انتصارات متتالية أمام فرق الأنصار وأبها وأحد والقادسية، ليبقى ضمن فرق الصدارة وأبرز المرشحين، ولكنه بدأ يتراجع وسط منافسة من فرق الطائي وهجر والوحدة والرياض، ليتراجع إلى المركز الخامس، وتبدأ آماله في التراجع، إلا أن شهر مارس الماضي حمل إليه أخبارا رائعة وجدد آماله بالصعود بعد سقوط منافسيه، وتحقيقه الفوز على حطين باكتساح بنتيجة (7-1)، ثم تغلب على الباطن، قبل أن يقضي على آمال أبرز منافسيه فريق الرياض على أرضه، ثم تعادل مع أحد بنتيجة إيجابية، ليبقى الأمل الأخير هو تحقيق نقطة أمام القادسية وهو ما تحقق بالفوز مساء يوم الجمعة 4/4/2014 .
وبذلك يكون حقق الفريق الخلجاوي صعوده الثالث لدوري الدرجة الممتازة.

## إنجازات
تتميز الألعاب المختلفة في النادي بالكثير من الإنجازات وأنجبت العديد من الأبطال على المستوى العالمي يتقدمهم بطل الوثب العالي «حسين السبع».
وتواصل ألعاب النادي المختلفة محاولاتها الدؤوبة للرقي بمستوياتها ففريق كرة الطائرة اعتاد على احتلال مراكز الوسط في دوري ممتاز الطائرة بينما فريق كرة السلة يسعى للعودة مرةً أخرى لمكانه الطبيعي بين أندية الممتاز، وفريق السباحة يواصل سنوياً تحقيق الإنجازات على مستوى الفرق السنية.. إضافة إلى فرق تنس الطاولة ولعبة كمال الأجسام وكرة الماء.
ويعتبر نادي الخليج من أبرز الأندية السعودية حيث تشارك غالبية ألعابه في الدوري الممتاز ويملك رصيداً زاخراً من الإنجازات في مختلف الألعاب ومختلف الفئات السنية.

### كرة القدم

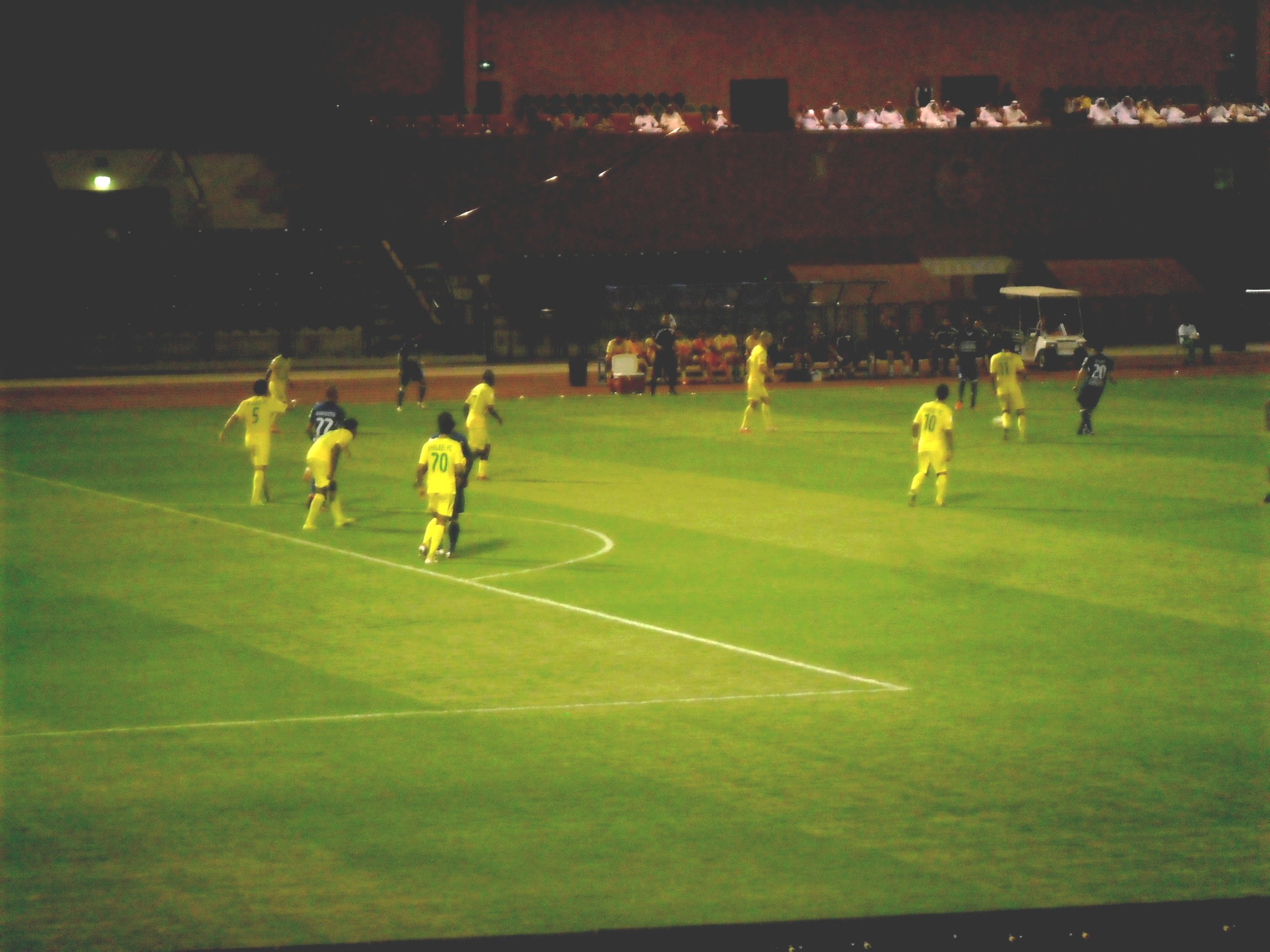
صورة من مباراة الخليج والشعلة على ملعب الأمير محمد بن فهد بمدينة الدمام، وذلك في الجولة الثانية من دوري عبداللطيف جميل السعودي لموسم 2014-2015.

فريق كرة القدم بالنادي حقق كأس الأمير فيصل بن فهد لأندية الدرجة الأولى «كأس الاتحاد السعودي»، كما لعب في دوري الأضواء مرتين في تاريخه، الأولى في موسم 2003-2004 بعد تغلبه على نادي الجبلين بنتيجة 3-0 في ملعب نادي الخليج بسيهات في آخر مباراة من موسم 2002-2003، والمرة الثانية في موسم 2006-2007 بعد تصدره دوري الدرجة الأولى بفوزه على نادي أحد على ملعب نادي الخليج بسيهات، وهاهو يعود لدوري الأضواء بعد فوزه المستحق على نادي القادسية بنتيجة 1-0 في آخر مباراة من مباريات دوري ركاء موسم 2013-2014.

### كرة اليد
في الثمانينات بدأت شهرة النادي في لعبة كرة اليد وأحرز القاب عدة في هذه اللعبة حيث تربع على عرشها منذ الثمانينات.
و يعتبر فريق كرة اليد واجهة النادي ومن الأندية المعروفة على المستوى العربي فقد حقق لقب البطولة العربية الرابعة والعشرين والسابعة والعشرين التي أقيمت في سوريا وفي السعودية وكان قبلها في مركز الوصافة لخمس مرات، يواصل منافسته على الألقاب المحلية منذ ما يقارب الربع قرن وهو ينافس الاهلي منافسه التقليدي في الممملكة على الالقاب وهما قطبي الممملكة فقد حقق الخليج:
- بطولة درع الدوري الممتاز (18) مرة
- بطولة كأس الأمير سلطان بن فهد لكرة اليد (8) مرات

| النهائي          | الموسم      | الفائز |
| ---------------- | ----------- | ------ |
| الخليج x النور   | 1414-1413هـ | الخليج |
| الخليج x الأهلي  | 1415-1414هـ | الخليج |
| الخليج x الأهلي  | 1416-1415هـ | الخليج |
| الخليج x الصفا   | 1419-1418هـ | الخليج |
| الخليج x الأهلي  | 1420-1419هـ | الخليج |
| الخليجx القادسية | 1422-1421هـ | الخليج |
| الخليج x الأهلي  | 1425-1424هـ | الخليج |

- البطولة العربية لكرة اليد (2) الأولى في سوريا والثانية في السعودية

| السنة | المكان | البطل       |
| ----- | ------ | ----------- |
| 2002  | دمشق   | نادي الخليج |
| 2007  | الدمام | نادي الخليج |

## بطولة آسيا بكرة اليد 2023[2]
حقق الخليج الفوز أمام العربي القطري في المباراة النهائية التي جرت بينهما في 27/11/2023 على صالة مجمع الشيخ سعد العبدالله بالكويت وسط حضور غفير من جماهير الخليج التي لعبت دورًا رئيسيًا في تحقيق الإنجاز التاريخي بفوزه ببطولة آسيا لكرة اليد 2023، وبات فريق الخليج لكرة اليد ثالث فريق سعودي يتوج باللقب الآسيوي بعد الأهلي 2009 ومضر 2011.

## ثقافي – اجتماعي – رياضي
يتميز نادي الخليج بأنشطته الثقافية والاجتماعية إلى جانب الرياضية حيث يعتبر من أكثر الأندية تنظيماً للمهرجانات سواء كان تنظيماً منفرداً أو مشتركاً مع جمعية سيهات للخدمات الاجتماعية فمهرجان سنابل الخير الصيفي بدوراته وندواته ومسابقاته المتنوعة والذي يعتبر من أكبر المهرجانات الصيفية في المنطقة – ومهرجان محمد يناديكم والذي يقام لنصرة رسول الله محمد - ومهرجان المتفوقين السنوي لتكريم وتشجيع المتفوقين – ومهرجان الخليج الرمضاني – بالإضافة إلى المعارض المتنوعة مثل معرض الكتاب – ومعرض الفنون التشكيلية.

## وصلات خارجية
- موقع النادي